# Nesokia indica
Nesokia indica (Несокія короткохвоста) — вид родини мишевих (Muridae).

## Поширення
Цей дуже поширений вид присутній в Північній Африці (Єгипет), Близькому Сході, в Центральній Азії, Південній Азії та Китаї. Він присутній від рівня моря до принаймні 1600 м над рівнем моря. Веде нічний і наземний спосіб життя. Живе в тропічних і субтропічних сухих листяних лісах, серед чагарників, луках, ріллі, пасовищах, плантаціях.

## Поведінка
Тварина створює велику кількість нір і тунелів. Глибина може бути до 60 см, довжина до 9 м, площа до 120 м2. Одна камера вистелена рослинністю для гніздування. Період вагітності, як вважають, близько 17 днів. Може давати три приплоди на рік, від 3 до 5 дитинчат в кожному. Харчується травами, зерном, коренеплодами і культурними фруктами і овочами. Має багато хижаків, в тому числі це шакали, лисиці, очеретяні коти, тхори, ласки, змії та домашніх коти і собаки.

## Фізичні характеристики
Коричневого кольору на верхній частині тіла, світліший — на нижній частині, іноді з білою плямою на горлі. Має довге, густе і м'яке хутро в зимовий час, але коротку, рідкісну щетину в літній час. Лапи широкі, передні мають чотири функціональні пальці, задні лапи — мають п'ять, кожен з сильними, майже прямими кігтями.